# Andrej Harbunou
Andrej Harbunou (biał. Андрэй Гарбуноў, ros. Андрей Горбунов, Andriej Gorbunow; ur. 29 maja 1983 w Mohylewie) – białoruski piłkarz grający na pozycji bramkarza.

## Kariera klubowa
| Sezon   | Klub                      | Kraj     | Rozgrywki          | Mecze | Bramki |
| ------- | ------------------------- | -------- | ------------------ | ----- | ------ |
| 2002    | Dniapro-Transmasz Mohylew | Białoruś | Wyszejszaja liha   | 3     | 0      |
| 2003    | Dniapro-Transmasz Mohylew | Białoruś | Wyszejszaja liha   | 5     | 0      |
| 2004    | Dniapro-Transmasz Mohylew | Białoruś | Wyszejszaja liha   | 16    | 0      |
| 2005    | Dniapro-Transmasz Mohylew | Białoruś | Wyszejszaja liha   | 4     | 0      |
| 2006    | Dniapro Mohylew           | Białoruś | Wyszejszaja liha   | 14    | 0      |
| 2007    | Dniapro Mohylew           | Białoruś | Wyszejszaja liha   | 25    | 0      |
| 2008    | Dynama Mińsk              | Białoruś | Wyszejszaja liha   | 15    | 0      |
| 2009    | Dynama Mińsk              | Białoruś | Wyszejszaja liha   | 16    | 0      |
| 2010    | Dynama Mińsk              | Białoruś | Wyszejszaja liha   | 25    | 0      |
| 2011    | Dynama Mińsk              | Białoruś | Wyszejszaja liha   | 5     | 0      |
| 2011    | Nioman Grodno             | Białoruś | Wyszejszaja liha   | 9     | 0      |
| 2012    | BATE Borysów              | Białoruś | Wyszejszaja liha   | 27    | 0      |
| 2013    | BATE Borysów              | Białoruś | Wyszejszaja liha   | 30    | 0      |
| 2014/15 | PAE Atromitos             | Grecja   | Superleague Ellada | 23    | 0      |
| 2015/16 | PAE Atromitos             | Grecja   | Superleague Ellada | 18    | 0      |
| 2016/17 | PAE Atromitos             | Grecja   | Superleague Ellada |       |        |